# ستافورد أريما
ستافورد أريما هو مدير موسيقي ومخرج كندي، ولد في 14 مارس 1969.

## وصلات خارجية
- الموقع الرسمي